# Monteriggioni
Monteriggioni település Olaszországban, Toszkána régióban, Siena megyében. Lakosainak száma 9991 fő (2023. január 1.). Monteriggioni Casole d’Elsa, Castelnuovo Berardenga, Colle di Val d’Elsa, Siena, Sovicille, Castellina in Chianti és Poggibonsi községekkel határos.

## Népesség
A település lakossága az elmúlt években az alábbi módon változott:
| Lakosok száma | 9870 | 9937 | 9991 |
|               | 2017 | 2018 | 2023 |